# Beurre salé
Pour un article plus général, voir Beurre.

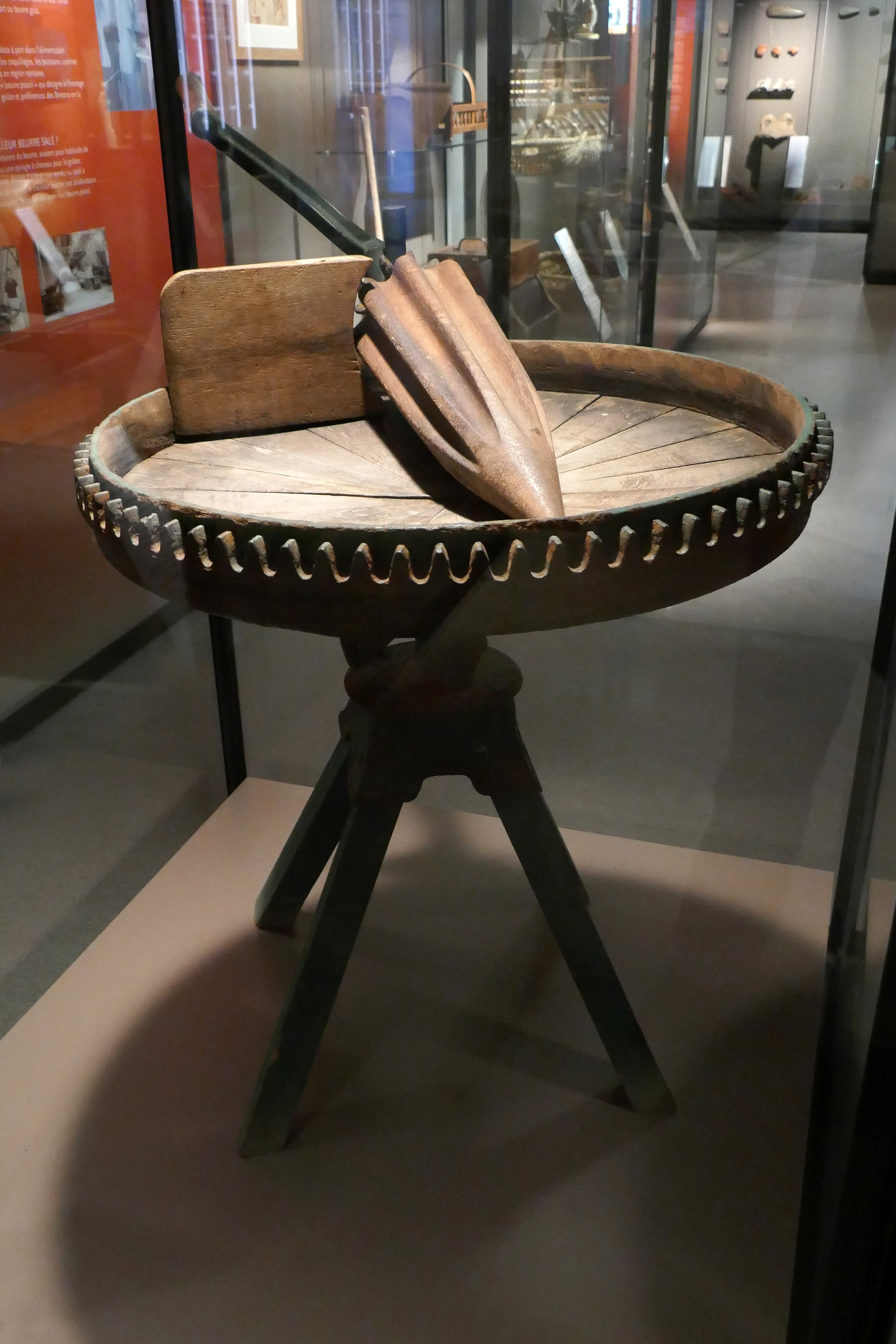
Malaxeur à beurre salé (Bretagne), début du XXe siècle, musée des Marais salants (dépôt de l’écomusée de Saint-Dégan).

Le beurre salé est l'une des trois variétés de beurre les plus consommées, avec le beurre doux et le beurre demi-sel. Il est à la fois utilisé en cuisine et consommé en tartines, seul ou accommodé d'autres éléments.
En France, le beurre salé est principalement consommé dans l'ouest de la France, en particulier en Bretagne. Il contient un taux de sel supérieur à 3 %. Au Québec, le beurre salé contient 2 % de sel.